# Liste der Stolpersteine in Viterbo

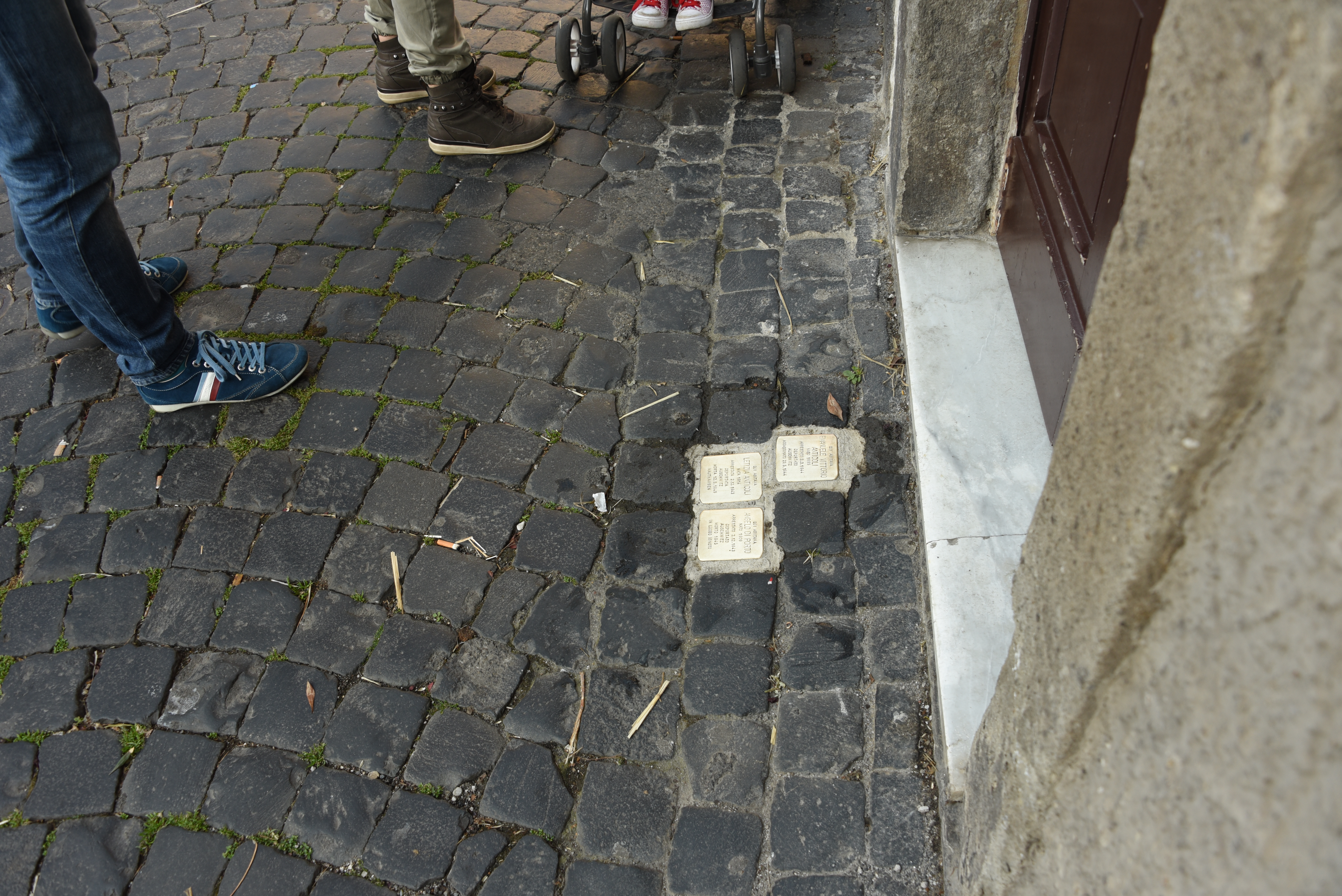
Stolpersteine in Viterbo

Die Liste der Stolpersteine in Viterbo enthält die Stolpersteine, die vom Kölner Künstler Gunter Demnig in Viterbo in der italienischen Region Latium verlegt wurden. Stolpersteine erinnern an das Schicksal der Menschen, die von den Nationalsozialisten ermordet, deportiert, vertrieben oder in den Suizid getrieben wurden. Sie liegen im Regelfall vor dem letzten selbstgewählten Wohnsitz des Opfers. Die ersten Verlegungen in der Region erfolgten am 28. Januar 2010 in Rom. Die italienische Übersetzung des Begriffes Stolpersteine lautet: pietre d’inciampo.
Die Tabellen sind teilweise sortierbar; die Grundsortierung erfolgt alphabetisch nach dem Familiennamen.

## Viterbo
In Viterbo wurden drei Stolpersteine an einer Adresse verlegt.
| Stolperstein | Übersetzung | Verlegeort           | Name, Leben                |
| ------------ | --- | -------------------- | -------------------------- |
|              | HIER WOHNTE EMANUELE VITTORIO ANTICOLI GEBOREN 1885 VERHAFTET 3.3.1944 DEPORTIERT AUSCHWITZ ERMORDET 23.5.1944    | Via della Verità, 19 | Emanuele Vittorio Anticoli |
|              | HIER WOHNTE LETIZIA ANTICOLI GEBOREN 1914 VERHAFTET 2.12.1943 DEPORTIERT AUSCHWITZ GESTORBEN 12.5.1945 MAUTHAUSEN | Via della Verità, 19 | Letizia Anticoli           |
|              | HIER WOHNTE ANGELO DI PORTO GEBOREN 1909 VERHAFTET 2.12.1943 DEPORTIERT AUSCHWITZ GESTORBEN 1945 UNBEKANNTEN ORTS | Via della Verità, 19 | Angelo Di Porto            |

## Verlegedaten
Die Stolpersteine in Viterbo wurden von Gunter Demnig persönlich am 8. Januar 2015 verlegt.